# Литвинов, Борис Васильевич
Бори́с Васи́льевич Литви́нов (12 ноября 1929, Луганск — 23 апреля 2010, Снежинск) — советский и российский учёный-физик, академик РАН (1997), специалист в области атомной науки и техники, исследований физики взрыва и высоких плотностей энергии, один из создателей ядерных зарядов и ядерных взрывных устройств. Герой Социалистического Труда. Лауреат Ленинской премии.

## Биография
В 1953 году окончил Московский механический институт (с 1954 года МИФИ) по специальности «проектирование и эксплуатация физических приборов и установок» с квалификацией инженера-физика.
В 1952—1961 годах — в КБ-11 (ныне Всероссийский научно-исследовательский институт экспериментальной физики, РФЯЦ-ВНИИЭФ, г. Саров Нижегородской области): лаборант, инженер, заместитель начальника исследовательского отделения.
В 1961—1997 годах — главный конструктор НИИ-1011 (ныне Всероссийский научно-исследовательский институт технической физики имени академика Е. И. Забабахина, РФЯЦ-ВНИИТФ, г. Снежинск Челябинской области),
С 1978 года — одновременно первый заместитель руководителя научного центра. Преподавал и читал лекции для слушателей учебных групп руководителей ядерно-оружейного комплекса в ЦИПК МСМ СССР
С 1997 года — заместитель научного руководителя РФЯЦ-ВНИИТФ им. академика Е. И. Забабахина.
Скончался 23 апреля 2010 года в Снежинске на 81-м году жизни. Похоронен на городском кладбище в Снежинске.

## Научная деятельность

могила Б. В. Литвинова на городском кладбище Снежинска

Занимался созданием ядерных зарядов различного назначения: для стратегических и тактических ядерных сил СССР и Российской Федерации, промышленных ядерных взрывов, физических опытов с использованием энергии ядерного взрыва. Эти заряды составляют основу ядерного арсенала России. Он был одним из инициаторов создания и применения ядерных взрывных устройств промышленного, невоенного назначения. Под его руководством были проведены несколько ядерных взрывов в промышленных целях (тушение аварийных газонефтяных скважин, дробление и экскавация горных пород месторождений полезных ископаемых).
Важное место в сфере научной деятельности академика Б. В. Литвинова занимали:
- изучение свойств мощных взрывчатых веществ, а также детонационных и ударных волн, их формирования, способов управления этими волнами для создания взрывных устройств различной геометрии,
- исследование процессов сжатия и изменения свойств конденсированных веществ при высоких и сверхвысоких давлениях. Учёным и его сотрудниками было продемонстрировано, что при таких давлениях в некоторых минералах происходит изменение химического и фазового составов.
- исследования, связанные с поведением делящихся материалов при различных условиях, с изучением технологических приёмов изготовления деталей и узлов из этих материалов. Благодаря этим работам были созданы высоконадёжные конструкции ядерных зарядов.

Большое внимание уделял обеспечению ядерной и взрывной безопасности. Это нашло отражение в его книгах, статьях и выступлениях. Он — участник Пагуошского движения, принимал также участие в международных проектах по проблемам ядерного разоружения и ядерных испытаний.
Академик Б. В. Литвинов — автор трёх монографий и соавтор 6 книг, автор и соавтор более 300 статей, докладов и научно-технических отчётов, имеет 11 авторских свидетельств на изобретения. Являлся председателем диссертационного совета, членом научно-технического совета Минатома РФ, был заместителем председателя научно-технического совета РФЯЦ-ВНИИТФ, организатором научно-технических конференций и научных чтений имени видных учёных. Он подготовил более 20 кандидатов и 10 докторов наук, преподавал на физическом факультете Уральского государственного университета. Ему была присуждена степень Почётного доктора Уральского государственного технического университета.

## Награды и звания
- Герой Социалистического Труда (1981)
- Лауреат Ленинской премии (1966)
- Награждён тремя орденами Ленина (1962, 1977, 1981), орденом Октябрьской революции (1971), Трудового Красного Знамени (1954), «За заслуги перед Отечеством» II (2000)[3], III (1996[4]; повторно в 1999, указ о награждении утратил силу[5][6]) и IV (2010)[7] степеней, многими медалями, удостоен премии им. Макеева, Демидовской премии (2003)
- Почётный гражданин Челябинской области (2004)[8]
- Почётный гражданин г. Снежинска.